# Nuestra Señora de las Angustias (La Republicana)
La imagen de Nuestra Señora la Virgen de las Angustias es una escultura que representa a la Virgen María que se venera en la Parroquia de Nuestra Señora del Pilar, en Santa Cruz de Tenerife (isla de Tenerife, Canarias, España). 
Es una de las imágenes marianas más veneradas de Santa Cruz de Tenerife y es popularmente conocida como "La Republicana" o "La Virgen Republicana" porque fue la única que procesionó después de proclamarse la Segunda república española en 1931 a pesar de estar la procesión prohibida.

## Reseña histórica
La imagen de Nuestra Señora de las Angustias es una talla de candelero, de estilo clasicista, que mide 1,50 metros, obra del escultor tinerfeño Miguel Arroyo, acreditado artista dentro de la plástica barroca al que (según el estudioso Gerardo Fuentes) se le atribuye también el Jesús crucificado (venerado en la Iglesia de San Juan Degollado de Arafo) y la Virgen de Candelaria, de la Parroquia Matriz de Nuestra Señora de La Concepción de Santa Cruz.
En torno a la imagen de la Virgen de las Angustias se han tejido diversas leyendas populares en torno a su origen. La tradición oral cuenta por ejemplo que Arroyo dio a la imagen de la "Virgen Republicana" los rasgos fisonómicos de su hija Angustias. A pesar de esto, diversos investigadores rechazan esta idea, pues el artista que era clérigo, terminó secularizándose, casándose y teniendo tres hijas, pero todo esto ocurrió después de haber realizado la imagen de la Virgen de las Angustias. Por lo cual, lo que sí es cierto es que Arroyo dio a la menor de sus hijas el nombre de Angustias en honor a la Virgen.
Desde su llegada a la iglesia del Pilar, la Virgen siempre gozó de mucha devoción y protagonismo entre las imágenes más veneradas de la ciudad de Santa Cruz de Tenerife, la imagen fue de hecho incluida en el libro Arte Hispano de Juan Contreras, Marqués de Lozoya. Aún hoy, la Virgen de las Angustias está considerada como una de las mejores tallas de arte religioso de la capital tinerfeña y la obra de mayor categoría escultórica de la parroquia del Pilar. En la imagen destaca la desgarradora expresión de tristeza y dolor, además de la gran austeridad y sencillez de la misma.
Miguel Arroyo cuidaba mucho de su imagen, tanto es así, que él mismo vestía a la Virgen antes de salir en procesión, aunque no se la vestía totalmente enlutada como en la actualidad, sino que procesionaba vestida de mujer hebrea. Hoy en día del cuidado de la imagen y de su culto se encarga la Cofradía de Nuestra Señora de las Angustias. 
Miguel Arroyo tuvo varios enfrentamientos con Carlos Benavides, Beneficiado en aquella época de la iglesia de Nuestra Señora de la Concepción (la iglesia matriz de la ciudad). Esto se debía principalmente a que Benavides no era partidario de que la imagen de la Virgen de las Angustias se venerase en la iglesia del Pilar. Quizá por la polémica que rodeó sus tensiones con Benavides, Arroyo quiso dejar la siguiente inscripción en el pecho de la talla: "Miguel Arroyo la hizo y dio a la Iglesia de El Pilar siendo Beneficiado don Carlos Benavides. Año de 1804".
A pesar de ser una de las imágenes marianas más veneradas de la ciudad de Santa Cruz de Tenerife, la Virgen de las Angustias nunca ha llegado a ser coronada canónicamente, pues ceñirle una corona imperial en la cabeza de la imagen sería disonante debido a su iconografía sobria y sencilla. Por otro lado, su cofradía tampoco ostenta cargos de realeza, pues como su apodo indica, se trata de una imagen totalmente ajena a la monarquía. Su característica iconografía: austeridad absoluta y vestimenta completamente de luto riguroso sin adornos de ningún tipo ni bordados en su manto la han convertido en un icono de la Semana Santa de Santa Cruz de Tenerife. Este tipo de vestimenta ha configurado la visión actual que se tiene de la imagen no entendiéndose la misma con otro atuendo, de manera similar a la imagen de Jesús Cautivo de Málaga y su característica túnica blanca.

## Procesión
Salió por primera vez el Viernes Santo de 1805, esta procesión, llamada "Procesión de los Republicanos" tiene su origen en la segunda década del siglo XX, los concejales se negaron a pagar a la banda de música para que participara en la procesión y el alcalde accidental de Santa Cruz de Tenerife, Emilio Calzadilla, conocido republicano, abonó de su bolsillo los honorarios. La banda, muy agradecida, decidió tocar alguna pieza que fuera del agrado del alcalde, relatan que éste era muy entusiasta de Giacomo Puccini por lo que se optó por el "Adiós a la vida" de la ópera Tosca y se adaptó a marcha procesional.
Durante la Primera República había en la calle de San Francisco una librería muy conocida en la época que se situaba entre la calle Villalba Hervás y San José. Ésta tenía una trastienda en donde se reunía un nutrido grupo de intelectuales y republicanos santacruceros en largas y numerosas tertulias. Cuando la procesión pasaba por este lugar, los tertulianos salían a verla pasar y saludaban a la imagen de la Virgen con banderitas republicanas.
En la actualidad la procesión de la Virgen de las Angustias se considera uno de los desfiles de corte antiguo más emblemáticos de la Semana Santa de la ciudad. Durante la procesión, el trono de la Virgen está custodiado por miembros de la policía municipal vestidos de gala, miembros de la corporación municipal, diversas autoridades, mujeres con mantilla y la banda municipal de música. La Virgen procesiona como es tradición el Viernes Santo al mediodía, y también ese mismo día por la tarde-noche en la Procesión Magna de Santa Cruz de Tenerife, acompañada por otras imágenes religiosas provenientes de diversas iglesias de la ciudad.

## Galería fotográfica

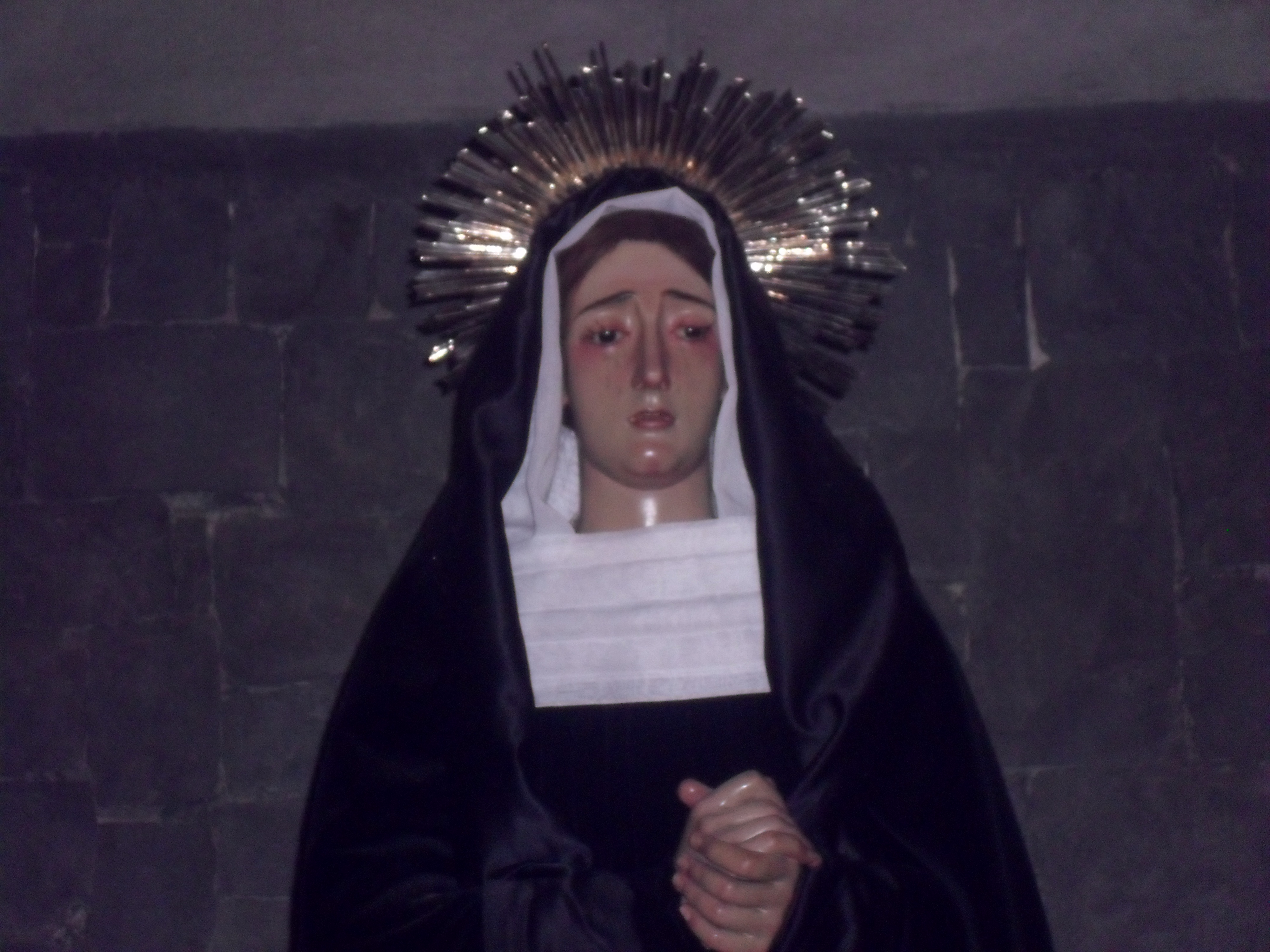
Detalle del rostro de la Virgen Republicana.
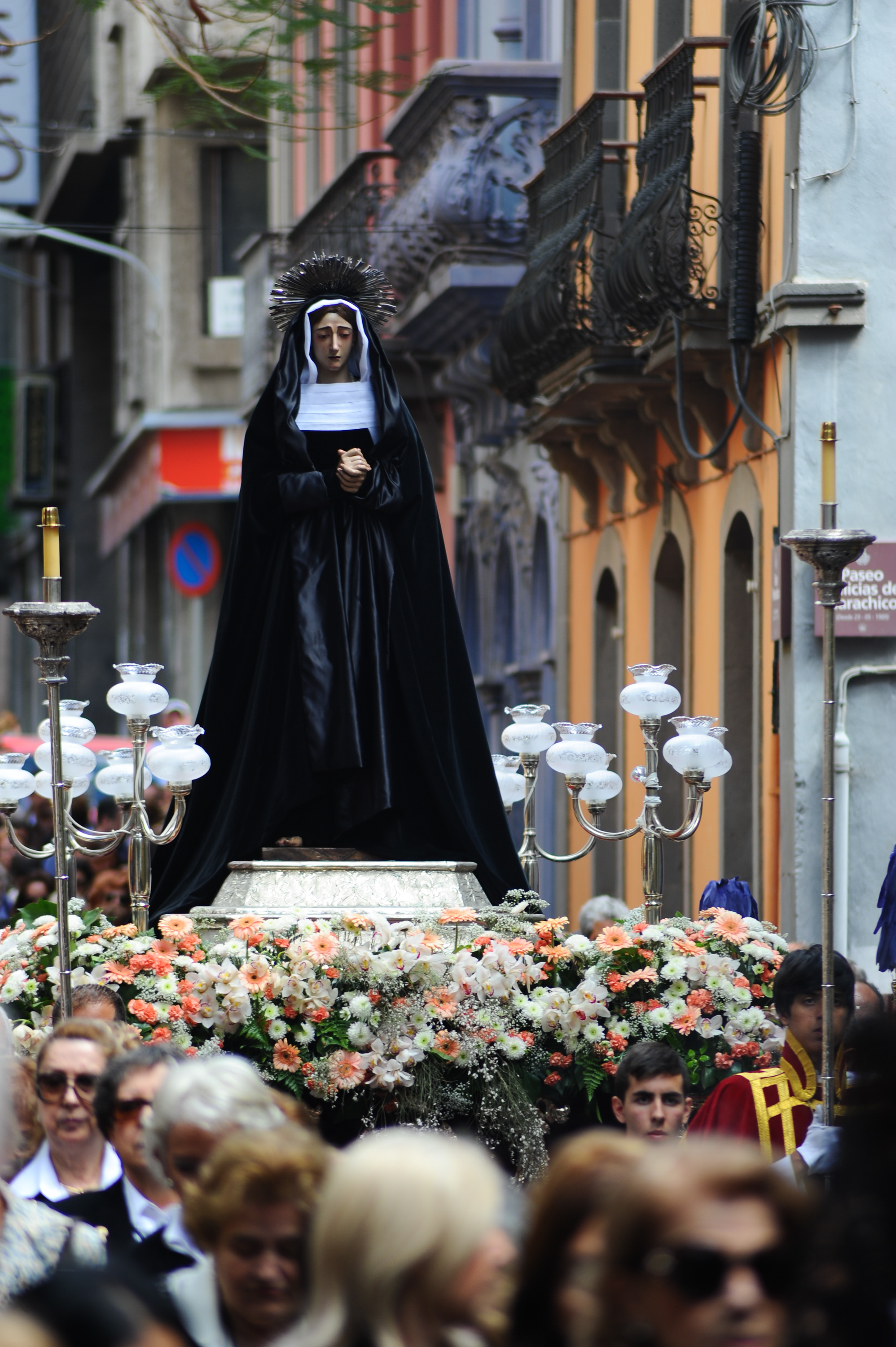
Procesión de la Virgen.